# Potamonautes loveni
Potamonautes loveni is een krabbensoort uit de familie van de Potamonautidae. De wetenschappelijke naam van de soort is voor het eerst geldig gepubliceerd in 1924 door Colosi.